# Narciarstwo dowolne na Zimowych Igrzyskach Olimpijskich 2022 – skoki akrobatyczne drużyn mieszanych
Skoki akrobatyczne drużyn mieszanych – jedna z konkurencji rozgrywanych w ramach narciarstwa dowolnego na Zimowych Igrzyskach Olimpijskich w Pekinie. Zawodnicy rywalizowali w dniu 10 lutego w Genting Snow Park.

## Terminarz
| Data      | Konkurencja | Godzina rozpoczęcia | Godzina rozpoczęcia |
| Data      | Konkurencja | Czas CET            | Czas lokalny        |
| --------- | ----------- | ------------------- | ------------------- |
| 10 lutego | Zjazd 1     | 12:00               | 19:00               |
| 10 lutego | Zjazd 2     | 12:45               | 19:45               |

## Wyniki
| Pozycja | Nr            | Reprezentacja                                                           | Zjazd 1                     | Zjazd 2                    |
| ------- | ------------- | ----------------------------------------------------------------------- | --------------------------- | -------------------------- |
| 01 !    | 2 2–1 2–2 2–3 | Stany Zjednoczone Ashley Caldwell Christopher Lillis Justin Schoenefeld | 330,55 104,31 101,81 124,43 | 338,34 88,86 135,00 114,48 |
| 02 !    | 1 1–1 1–2 1–3 | Chińska Republika Ludowa Xu Mengtao Jia Zongyang Qi Guangpu             | 336,89 94,01 124,78 118,10  | 324,22 106,03 96,02 122,17 |
| 03 !    | 5 5–1 5–2 5–3 | Kanada Marion Thénault Miha Fontaine Lewis Irving                       | 326,94 93,06 113,97 119,91  | 290,98 62,74 116,48 111,76 |
| 4.      | 3 3–1 3–2 3–3 | Szwajcaria Alexandra Bär Pirmin Werner Noé Roth                         | 300,62 65,83 128,00 106,79  | 276,01 57,01 109,00 110,00 |
| 5.      | 4 4–1 4–2 4–3 | Rosyjski Komitet Olimpijski Lubow Nikitina Ilja Burow Stanisław Nikitin | 295,97 79,66 97,28 119,03   | NQ                         |
| 6.      | 6 6–1 6–2 6–3 | Białoruś Hanna Huśkowa Stanisłau Hładczanka Maksim Huscik               | 273,67 84,73 89,92 99,12    | NQ                         |